# Robert Lowry
Robert Lowry, född 12 mars 1826, död 25 november 1899, var en amerikansk psalmförfattare och koralkompositör. Lowry arbetade vid universitetet i Lewisburg (senare omdöpt Bucknell University), där han blev professor i litteratur. Han förordnades som baptistisk minister och pastor i West Chester, Pennsylvania, Bloomingdale Baptist Church, New York City; Hanson Place Baptist Church, Brooklyn, New York, First Baptist Church, Lewisburg, Pennsylvania, och Park Avenue Baptist Church, Plainfield, New Jersey. Han arbetade även som en musikredaktör på Biglow Publishing Company, och var en av grundarna till Sixth Avenue Baptist Church i New York. Han skrev omkring 500 Gospellåtar.
Han finns representerad med fyra tonsättningar i Den svenska psalmboken 1986 (nr 12, 94, 252 och 300) och ytterligare några i Frälsningsarméns sångbok 1990.

## Psalmer
- Brist ut, min själ, i lovsångs ljud (1986 nr 12), tonsatt 1893 Finns på Wikisource.
- Du som av kärlek varm (1986 nr 94), tonsatt 1871 Finns på Wikisource.
- Följa, följa, jag vill följa Jesus (FA 1990 nr 825), tonsatt
- Hela vägen går han med mig (Segertoner 1930 nr 386, 1986 nr 252), tonsatt 1875. Finns på Wikisource.
- Jesus dyre Jesus, tonsatt (FA 1990 nr 621)
- O, hur saligt att få vandra (1986 nr 300), tonsatt 1864 (ev nr 244 i Segertoner O, hur saligt det skall bliva text av Fanny Crosby) Finns på Wikisource.
- O, låt min tro få vingar diktat körtexten och tonsatt melodin (FA 1990 nr 705)
- Städs jag dig behöver (FA 770) tonsatt 1872 (melodin till körsången Städs jag dig behöver går i 4/4-takt och är en variant på refrängen till sången Var stund jag dig behöver som går i 3/4-takt)
- Så nära Guds rike tonsatt text av Fanny Crosby
- Var stund jag dig behöver (FA 1990 nr 474) tonsatt 1872
- Var är mitt vilsna barn i kväll tonsatt 1877 (Fridstoner 1926 nr 126, FA 1990 nr 373) Finns på Wikisource.
- Vill du möta mig därhemma (FA 1990 nr 716) tonsatt 1874

## Musik
- Kärlek vid som oceaner.